# GWR 633 Class
GWR 633 Class — тип танк-паровозов с осевой формулой 0-3-0, разработанный Джорджем Армстронгом и построенный им же на Вулвергемптонском паровозостроительном заводе Большой Западной железной дороги в ноябре 1871—апреле 1872 годов.
У этих паровозов, что необычно для GWR, были боковые танки, а не седельные или внутрирамные. Диаметр колёс составлял 4 ф. 6+1/2 д. (1384 мм), колёсная база — 15 ф. 6 д. (4724 мм), масса — 35,2 т.Всего было построено 12 паровозов под номерами 633–644
Паровозы №№ 643 и 644 были с завода оснащены танком-конденсатором для работы на уширенном габарите Metropolitan Railway, аналогичные танки были поставлены на некоторые другие паровозы этого типа в 1890-е годы. Тип являлся первым 0-3-0 на уширенных линиях. С 1887 года паровозы переоснащали котлами Дина и увеличенными на 1 дюйм (25 мм) за счёт насадки утолщённых бандажей колёсами. Между 1916 и 1925 годами паровозы были оснащены котлами с топками Бельпера, но вьючными танками не оснащались. Все конденсационные паровозы были переведены в Лондонский дивизион, и с них для работы в тоннелях были сняты кабины. Паровозы без конденсаторов были оснащены кабинами и отправлены в Южный Уэльс
Паровозыэтого типа были списаны в 1928—1934 годах.